# Scotobiologie
La scotobiologie (du  grec scoto, « noirceur ») est l'étude des réactions biologiques et des comportements nécessitant l'obscurité pendant leur fonctionnement normal. Cette discipline de la biologie est le pendant de la photobiologie qui étudie l'action de la lumière sur les êtres vivants.
Ce terme est utilisé pour la première fois par l'universitaire Robert Dick et le biologiste Tony Bidwel lors du symposium international The Ecology of the Night: Darkness as a Biological Imperative tenu à Muskoka au Canada, du 22 au 24 septembre 2003, et inspiré par les niveaux croissants d'exposition nocturne à la lumière artificielle,.